# Heinrich von Zastrow
Heinrich von Zastrow (ur. 11 sierpnia 1801 w Gdańsku, zm. 12 sierpnia 1875 w Schönebergu) – generał piechoty Armii Cesarstwa Niemieckiego, uczestnik wojny prusko-austriackiej i wojny francusko-pruskiej.

## Życiorys
Po ukończeniu edukacji w berlińskim domu kadetów w 1819 roku, rozpoczął służbę w 1. Pułku Piechoty Gwardii. W latach 1823-1825 kształcił się w Ogólnej Szkole Wojennej (niem. Allgemeine Kriegsschule), a po jej ukończeniu został oficerem w Korpusie Inżynieryjnym. W 1835 roku został oddelegowany, wraz z kapitanem (niem. Hauptmann) Heluthem von Moltke do służby w Armii Osmańskiej. Z Turcji powrócił w 1839 roku i w stopniu kapitana został dowódcą batalionu w 1. Pułku Piechoty Gwardii. W 1848 roku przeniesiony do oddziałów walczących w Szlezwiku podczas I wojny o Szlezwik. Do Prus został wezwany w 1850 roku i objął dowództwo nad batalionem w 2. Pułku Grenadierów Następnie pełnił funkcję komendanta miasta Stralsund i na tym stanowisku otrzymał awans na podpułkownika (niem. Oberstleutnant). Po otrzymaniu stopnia pułkownika (niem. Oberst) został dowódcą 1. Pułku Grenadierów Gwardii. W 1858 roku objął dowództwo nad 19. Brygadą Piechoty w stopniu generała majora (niem. Generalmajor). Po wybuchu wojny z Austrią w 1866 roku uczestniczył między innymi w bitwie pod Sadową dowodząc, jako generał porucznik (niem. Generalleutnant), 11. Dywizją Piechoty. W kolejnym konflikcie zbornym do jakiego doszło w 1870 roku Prusy starły się z Cesarstwem Francuskim. W jego trakcie generałowi piechoty (niem. General der Infanterie) von Zastowowi podlegał VII Korpus Armijny. Jego Korpus odegrał kluczową rolę w bitwie pod Courcelles oraz wspierał prawe skrzydło gen. Edwina von Manteuffela podczas bitwy pod Gravelotte. Na przełomie 1870 i 1871 roku oddelegowany do walki z kontrofensywą francuską prowadzoną przez gen. Charlesa-Denisa Bourbaki. Po podpisaniu pokoju frankfurckiego został członkiem Komisja Obrony Narodowej (niem. Landesverteidigungskommission) oraz szefem 10. Pułku Grenadierów. W 1873 roku przeszedł w stan spoczynku. 

## Odznaczenia
Odznaczenia gen. von Zastowa to między innymi:
- Krzyż Wielki Orderu Orła Czerwonego z mieczami i liśćmi dębu
- Order Królewski Korony I klasy z mieczami
- Order Pour le Mérite z liśćmi dębu
- Order Orła Czerwonego IV klasy z mieczami
- Krzyż Żelazny I klasy
- Order Świętego Jana
- Kawaler II klasy Orderu Lwa Zeryngeńskiego (Badenia)
- Krzyż Wielki Orderu Zasługi Wojskowej (Bawaria)
- Kawaler Orderu Danebroga (Dania)
- Krzyż Zasługi Orderu Domowego (Lippe)
- Medal Zasługi Wojskowej (Lippe-Detmond)
- Medal Zasługi Wojskowej (Schaumburg-Lippe)
- Krzyż Zasługi Wojskowej I klasy (Meklemburgia)
- Order Świętego Jerzego IV klasy (Imperium Rosyjskie)
- Order Świętego Włodzimierza IV klasy (Imperium Rosyjskie)
- Order Świętej Anny II klasy (Imperium Rosyjskie)
- Krzyż Wielki Orderu Sokoła Białego (Saksonia)
- Order Sławy (Imperium Osmańskie)